# ディエゴガルシア島
ディエゴガルシア島（ディエゴガルシアとう、英語: Diego Garcia）はインド洋のイギリス領インド洋地域チャゴス諸島にある環礁である。この島はイギリス領インド洋地域（British Indian Ocean Territory, BIOT）に属し、地理的にはモルディブの南方に位置している。

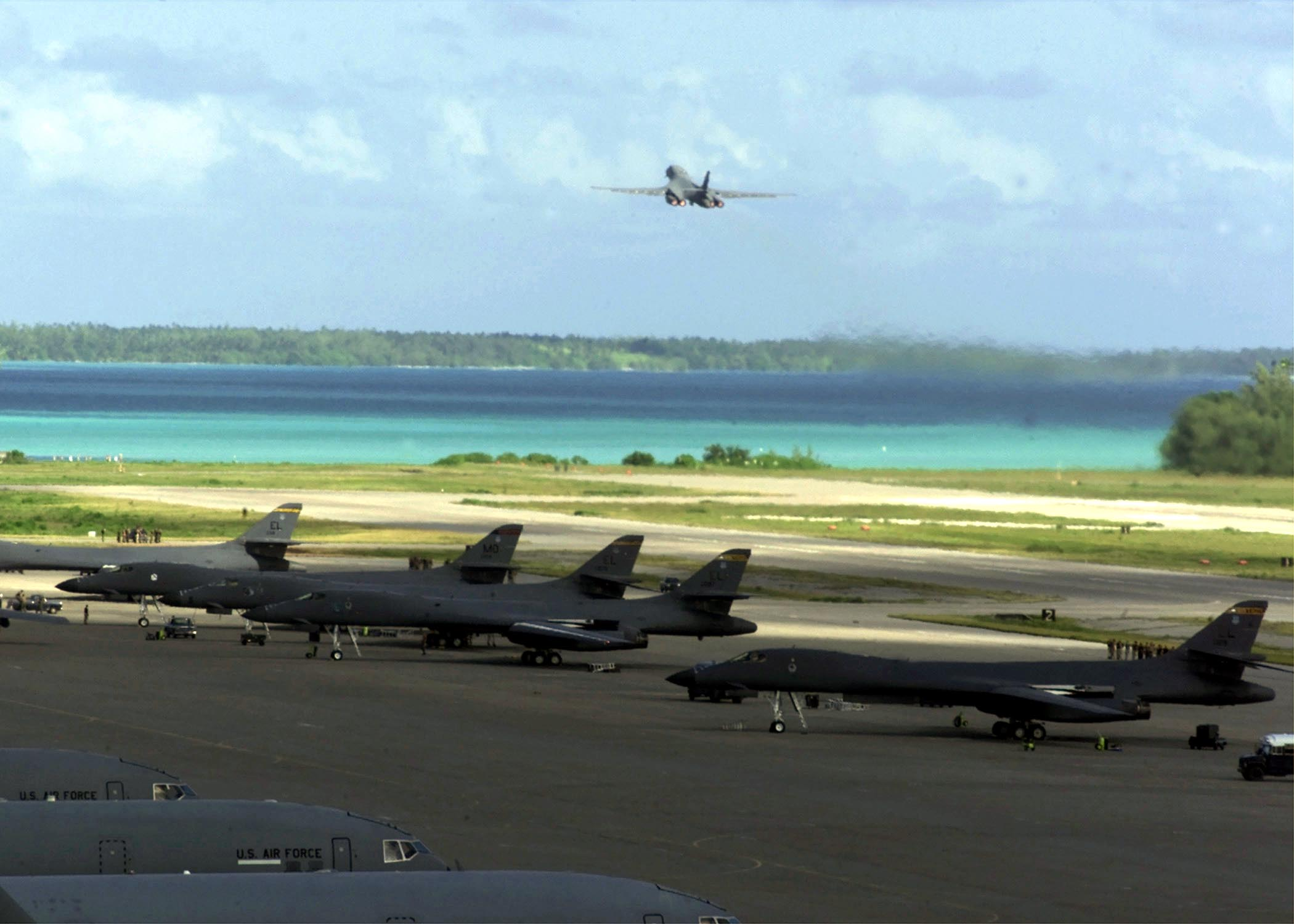
不朽の自由作戦でアフガニスタンに向かうディエゴガルシア基地のB-1、2001年10月7日

ディエゴガルシア島は、1960年代から1970年代にかけて米英の軍事協定に基づき、アメリカ合衆国の軍事基地として使用されている。この基地は戦略的に非常に重要であり、特にインド洋地域、中東、アジアにおける軍事作戦の拠点として機能している。現在もアメリカ軍とイギリス軍が共同で使用しており、米軍の空軍および海軍の重要な基地が設置されている。
この島にはもともと先住民が住んでいたが、1960年代末から1970年代初頭にかけて、イギリス政府によって住民は強制的に移住させられた。この強制移住は国際的に批判を受けており、島民の帰還を求める訴訟や活動が現在まで続いていた。2024年10月に英国政府がモーリシャスへの返還を発表したが、ディエゴガルシア島は英国にリースされ、基地は存続し、機密性のために再定住は許可されない。
ディエゴガルシア島は軍事拠点であり、一般の観光客が訪れることはできないため、軍事的な目的でのみ使用されている島である。

## 歴史

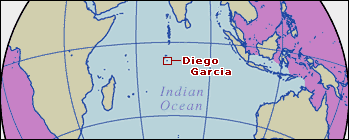
ディエゴガルシア島の位置

16世紀の初期にポルトガル人によって発見され、「ディエゴ・ガルシア島」と名付けられた。当時は無人であったが、その後18世紀にフランス人が入植して黒人奴隷を導入し、ココヤシ栽培とコプラ生産のプランテーションの経営を始めた。
1814年にイギリスが占領。モーリシャスの一部として統治されていたが、1965年にモーリシャスから分離され、新たに画定されたイギリス領インド洋地域の一部となった。
1966年にイギリスは、アメリカ合衆国による防衛目的での使用を50年間（終了の通知がない場合はさらに20年間）認める協定を結んだ。1968年からは、離島者の帰島を禁じる、制限された食料や医療しか与えない、ペットを殺害する等の方法で同島から島民の追い出しが図られ、1973年頃には、残った者たちが強制的にモーリシャスやセイシェルに向かう船に乗せられ、移住させられた。移住を余儀なくされた島民がイギリス政府を相手に同島への帰還と補償等を求めて訴訟を起こし、係争中である（2004年現在）。
2016年12月30日、アメリカ合衆国による使用協定の期限を迎えたが、終了の通知がなかったため、規定に従って2036年まで貸与が延長された。ただし、モーリシャス政府はチャゴス諸島の返還後も改めて島をアメリカに貸与することを公言しているため、2036年以降も住民が帰還できるかは未知数である。
1970年代にアメリカ軍は、ディエゴガルシア島の基地拡張に乗り出し、空港は戦略爆撃機の離着陸を見据えて滑走路を4000m級に拡張したほか、港湾は空母や原子力潜水艦の補給が可能なレベルにまで整備した。
2019年2月25日、国際司法裁判所は、1965年にイギリスがモーリシャスからディエゴガルシア島を含むチャゴス諸島を分離して「イギリス領インド洋地域」に編入した措置について「国際法に照らして違法である」という見解を示し、チャゴス諸島の統治を「可能な限り速やかに終える義務がある」と勧告した。ただし、この勧告に法的拘束力はない。
2020年、B-2戦略爆撃機が配備される。既に2003年段階でB-2用のシェルターが整備されていた。
2021年にカナダを目指していた移民の一団が乗った船が島の近くでトラブルに見舞われ乗員は島に上陸したものの、それ以降不法な拘束を受けているとして訴えを起こし、2024年7月に島の最高裁判所で公判が予定されていた。しかし島のあちこちを部外者に視察されることを嫌ったアメリカ側が裁判官や弁護士、報道機関について安全保障上の懸念を理由に島への上陸を妨害し、公判を事実上阻止した。
2024年10月3日にイギリス政府はディエゴガルシア島を含むチャゴス諸島をモーリシャスに返還することを発表。ただし両国政府の合意により、ディエゴガルシア島にある米英軍基地は引き続き維持され、99年間はイギリスが運用する。
2025年、アメリカはイエメンのフーシ派の拠点を攻撃する際に、B2爆撃機をディエゴ・ガルシア島の基地に配備して運用した。

## 地理

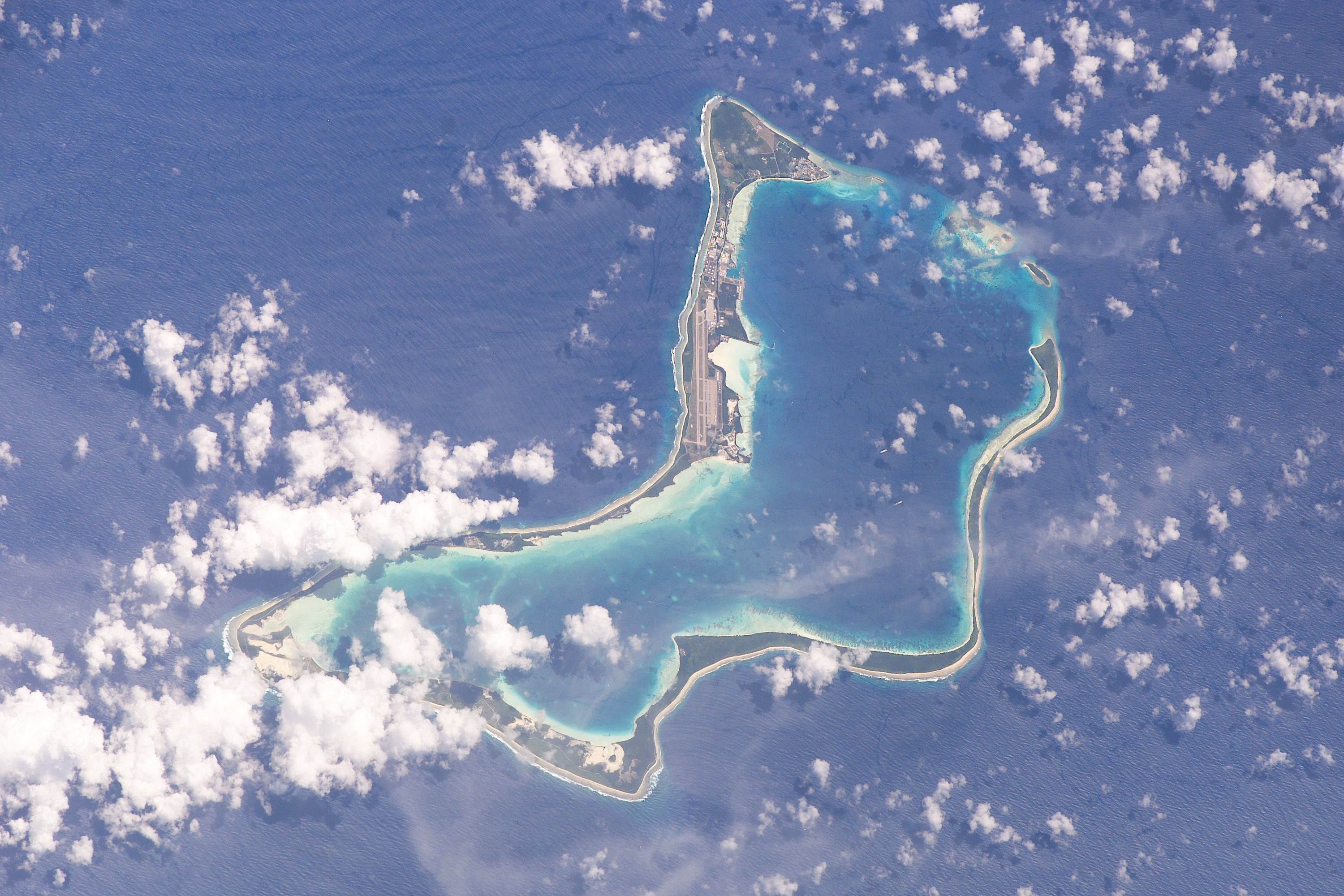
ディエゴガルシア島（衛星画像：右が北）、2003年

面積は36km²でチャゴス諸島中最大、チャゴス諸島の南端に位置する環礁である。島の西部に4,000m級の軍用の滑走路が一本ある。環礁のため平坦であり、丘陵・山地はない。
島および周辺の海域にはタイマイ、アオウミガメ、オオグンカンドリ、アカアシカツオドリ、クロアジサシ、インドヒメクロアジサシなどが生息しており、2001年7月に島の一部がラムサール条約登録地となった。

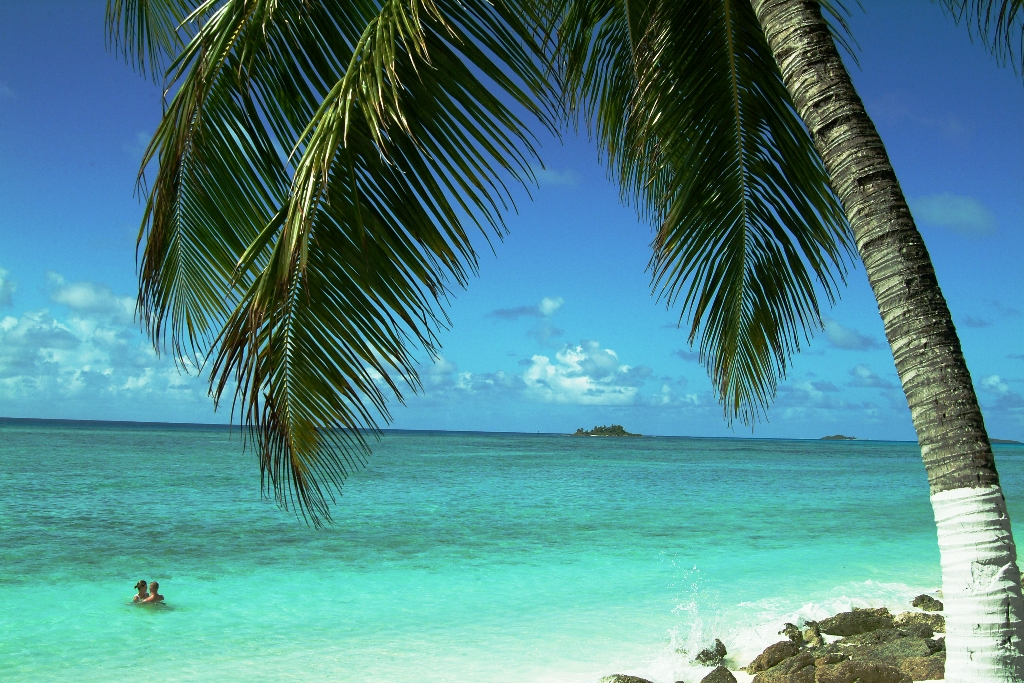
ディエゴガルシア島の海岸、2004年
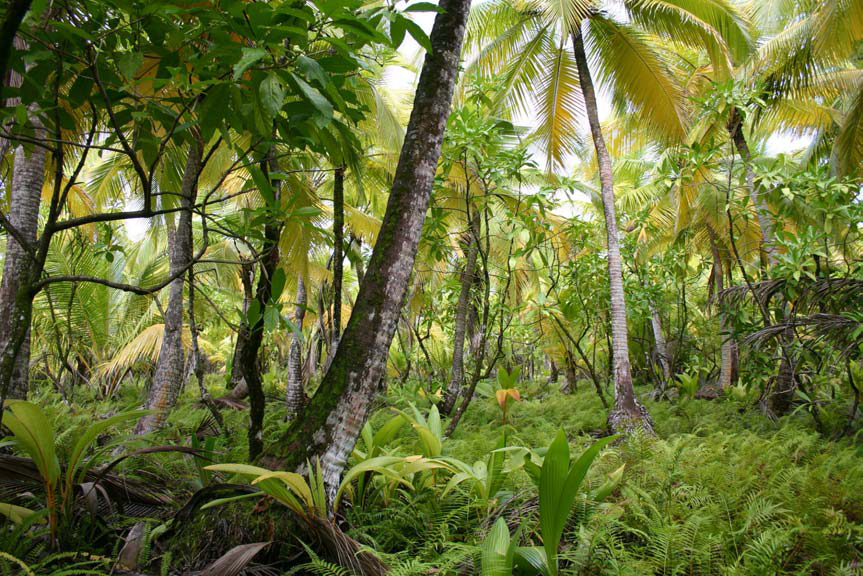
ディエゴガルシア島の沼沢地、2005年
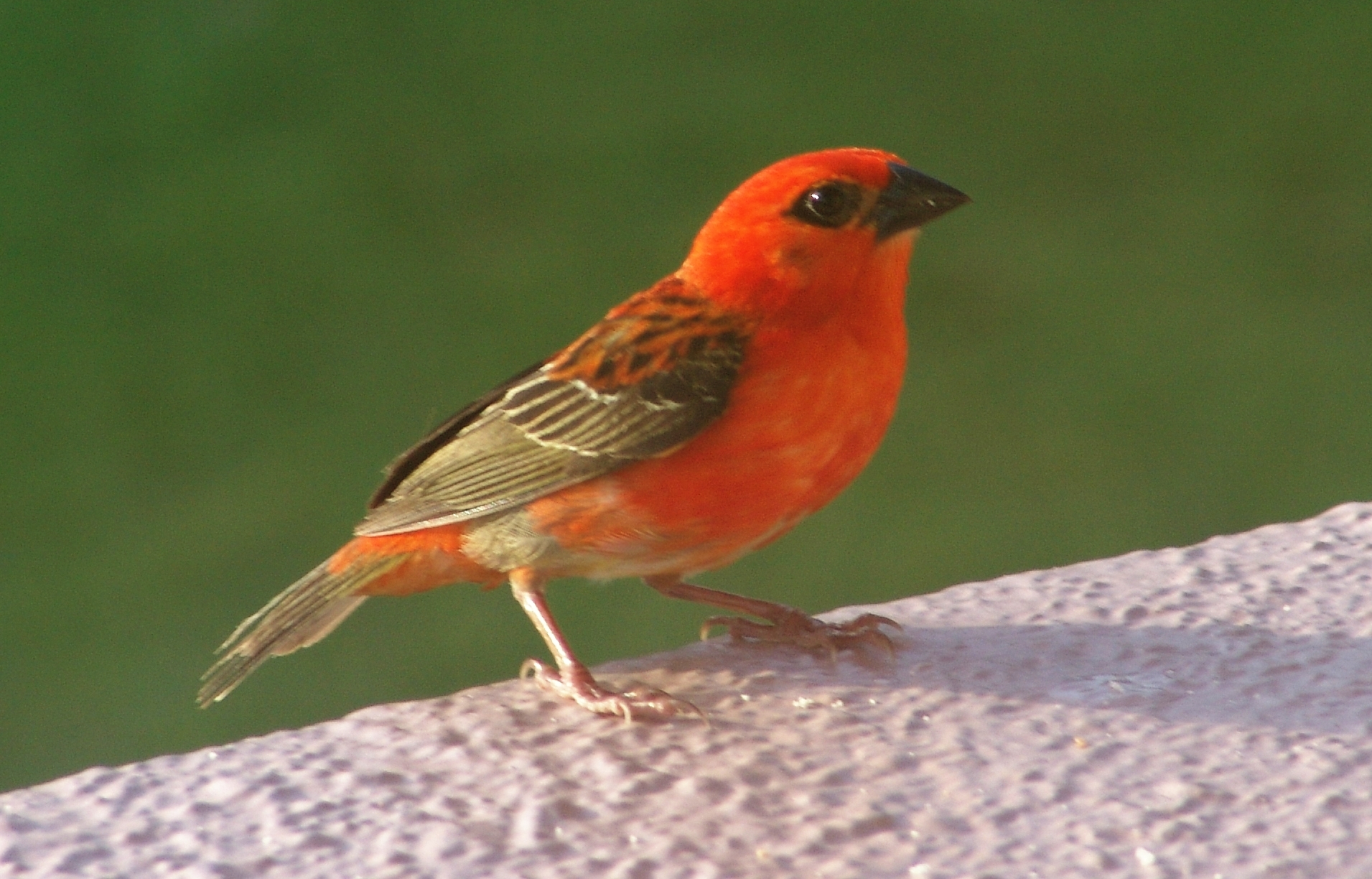
ディエゴガルシア島のベニノジコ（英語版）（紅野路子、Foudia madagascariensis）♂、2007年
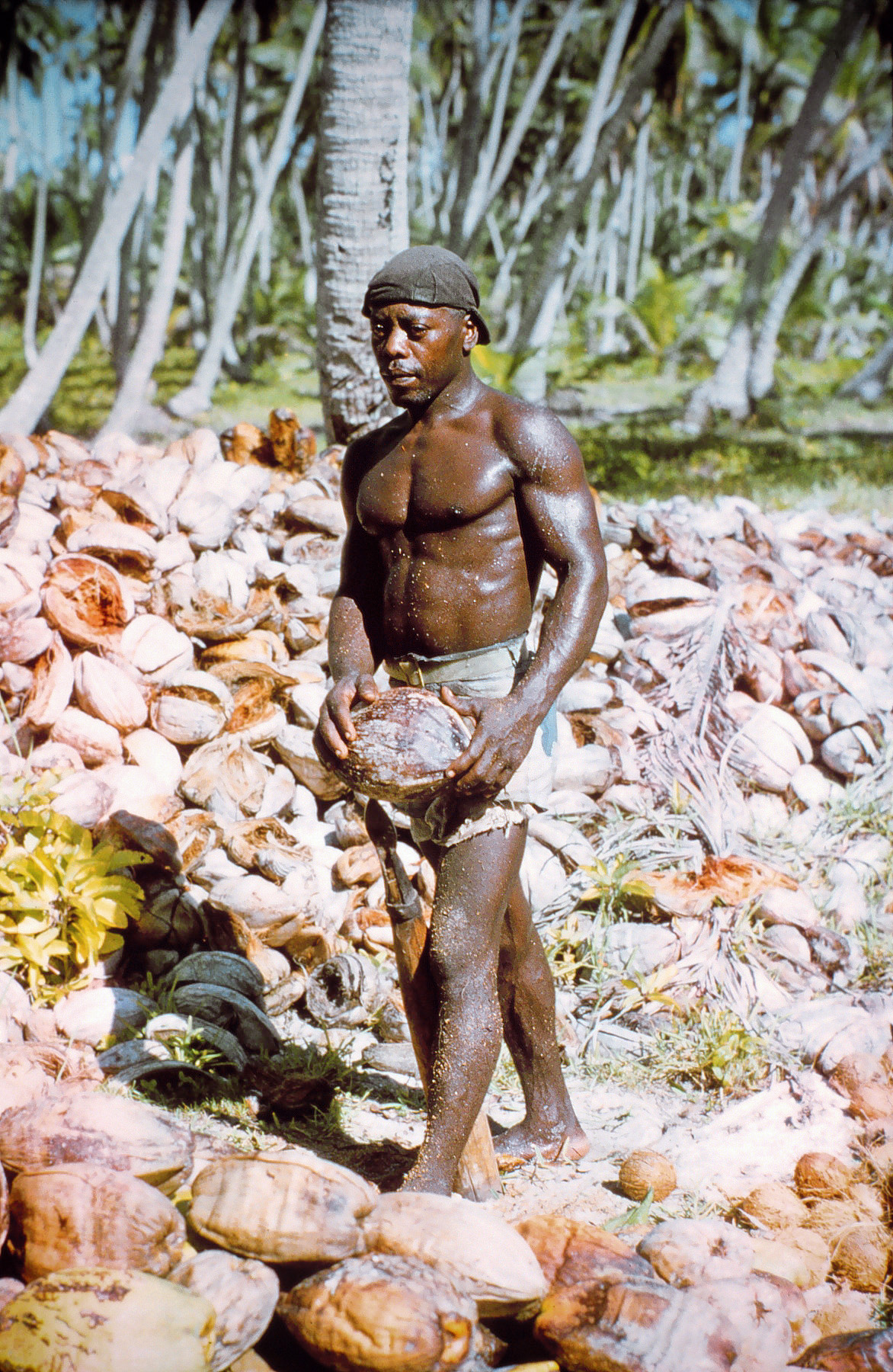
ディエゴガルシア島の住民、1971年

## 気候
ケッペンの気候区分では熱帯雨林気候（Af）に属する。
| ディエゴガルシア島の気候     | ディエゴガルシア島の気候 | ディエゴガルシア島の気候 | ディエゴガルシア島の気候 | ディエゴガルシア島の気候 | ディエゴガルシア島の気候 | ディエゴガルシア島の気候 | ディエゴガルシア島の気候 | ディエゴガルシア島の気候 | ディエゴガルシア島の気候 | ディエゴガルシア島の気候 | ディエゴガルシア島の気候 | ディエゴガルシア島の気候 | ディエゴガルシア島の気候 |
| 月                           | 1月                      | 2月                      | 3月                      | 4月                      | 5月                      | 6月                      | 7月                      | 8月                      | 9月                      | 10月                     | 11月                     | 12月                     | 年                       |
| ---------------------------- | ------------------------ | ------------------------ | ------------------------ | ------------------------ | ------------------------ | ------------------------ | ------------------------ | ------------------------ | ------------------------ | ------------------------ | ------------------------ | ------------------------ | ------------------------ |
| 最高気温記録 °C （°F）       | 33.9 (93)                | 33.9 (93)                | 35.0 (95)                | 35.0 (95)                | 32.9 (91.2)              | 35.0 (95)                | 32.2 (90)                | 32.2 (90)                | 32.2 (90)                | 32.0 (89.6)              | 32.7 (90.9)              | 33.3 (91.9)              | 35.0 (95)                |
| 平均最高気温 °C （°F）       | 29.8 (85.6)              | 30.3 (86.5)              | 30.9 (87.6)              | 30.9 (87.6)              | 30.2 (86.4)              | 29.4 (84.9)              | 28.7 (83.7)              | 28.7 (83.7)              | 29.0 (84.2)              | 29.4 (84.9)              | 29.8 (85.6)              | 30.1 (86.2)              | 29.7 (85.5)              |
| 日平均気温 °C （°F）         | 27.1 (80.8)              | 27.4 (81.3)              | 27.6 (81.7)              | 27.8 (82)                | 27.5 (81.5)              | 26.8 (80.2)              | 26.3 (79.3)              | 26.1 (79)                | 26.4 (79.5)              | 26.7 (80.1)              | 27.0 (80.6)              | 27.2 (81)                | 27.0 (80.6)              |
| 平均最低気温 °C （°F）       | 24.7 (76.5)              | 25.0 (77)                | 25.4 (77.7)              | 25.7 (78.3)              | 25.4 (77.7)              | 24.7 (76.5)              | 24.2 (75.6)              | 24.1 (75.4)              | 24.2 (75.6)              | 24.3 (75.7)              | 24.7 (76.5)              | 24.8 (76.6)              | 24.8 (76.6)              |
| 最低気温記録 °C （°F）       | 21.1 (70)                | 21.1 (70)                | 20.0 (68)                | 21.1 (70)                | 19.4 (66.9)              | 20.6 (69.1)              | 20.6 (69.1)              | 20.0 (68)                | 21.1 (70)                | 18.9 (66)                | 21.4 (70.5)              | 18.3 (64.9)              | 18.3 (64.9)              |
| 降水量 mm （inch）           | 340 (13.39)              | 279 (10.98)              | 213 (8.39)               | 194 (7.64)               | 167 (6.57)               | 147 (5.79)               | 144 (5.67)               | 145 (5.71)               | 244 (9.61)               | 281 (11.06)              | 221 (8.7)                | 273 (10.75)              | 2,648 (104.25)           |
| 平均降水日数 （≥0.3 mm）     | 22                       | 19                       | 18                       | 17                       | 15                       | 15                       | 17                       | 16                       | 16                       | 20                       | 19                       | 20                       | 212                      |
| % 湿度                       | 80                       | 79                       | 78                       | 77                       | 79                       | 79                       | 79                       | 79                       | 80                       | 79                       | 79                       | 78                       | 79                       |
| 出典：Deutscher Wetterdienst |                          |                          |                          |                          |                          |                          |                          |                          |                          |                          |                          |                          |                          |

## 住民
人口は約5,000人（前述の理由により民間人はいない）。

## 国際電話
国番号は246であるが、ダイヤルアップによるインターネット接続が広く使われていた時期に、接続先電話番号が意図せずこの地域の電話番号に変更されてしまい、多額の国際電話料金を請求される事例が多発した。アダルトサイト等へアクセスした際に、接続先を変更するコンピュータウイルスがダウンロード・実行されたことが原因である。
電気通信事業者各社は対策として、2002年12月頃から、日本からの国際ダイヤル通話サービスを休止した。KDDIでは、休止した対地宛はオペレータ扱いの通話しかできない状態であったが、この措置が行われていた間は、国際ダイヤル通話の料金を適用していた。この問題の沈静化により、2010年4月20日よりKDDIでは国際ダイヤル通話が再開された。事業者によっては、2018年10月現在も休止している。